# Roland Sprague
Roland Percival Sprague (né le 11 juillet 1894 à Unterliederbach, un quartier de Franfort-sur-le-Main, et mort le août 1967) est un mathématicien allemand, connu pour le théorème de Sprague-Grundy et pour avoir été le premier mathématicien à trouver une quadrature parfaite du carré.

## Biographie
Roland Sprague a deux grands-pères mathématiciens, à savoir Thomas Bond Sprague (en) et Hermann Amandus Schwarz ; il est aussi arrière-petit-fils du mathématicien Ernst Eduard Kummer et arrière-petit-fils du facteur d'instruments de musique Nathan Mendelssohn (1781-1852).
Après avoir obtenu son baccalauréat (Abitur) en 1912 au Bismarck-Gymnasium de Berlin-Wilmersdorf, Sprague étudie de 1912 à 1919 à Berlin et à Göttingen avec une interruption pour service militaire de 1915 à 1918. En 1921, à Berlin, il passe l'examen d'État (Staatsexamen) pour l'enseignement des mathématiques, de chimie et de physique. Il est Studienassessor (professeur probatoire dans une école secondaire) à partir de 1922 au Paulsen-Realgymnasium de Berlin-Steglitz et à partir de 1924 au Schiller-Gymnasium (temporairement nommé "Clausewitz-Schule") à Berlin-Charlottenbourg, où il devient en 1925 Studienrat (professeur titulaire de lycée),
En 1950, Sprague obtient un doctorat sous la direction d'Alexander Dinghas à l'Université libre de Berlin avec une thèse intitulée Über die eindeutige Bestimmbarkeit der Elemente einer endlichen Menge durch zweifache Einteilung. Sprague est, à la Pädagogische Hochschule Berlin, dozent à partir de 1949, puis à partir de 1953 Oberstudienrat (enseignant principal dans une école secondaire), et à partir de 1955 professeur.

## Contributions
Sprague est connu pour ses contributions aux mathématiques récréatives, en particulier le théorème de Sprague-Grundy et son application aux jeux combinatoires, la fonction de Sprague-Grundy a été découverte par Sprague et Patrick Grundy indépendamment, en 1935 et 1939 respectivement. Ce résultat a permis d'élaborer des stratégies mathématiques conçues à l'origine par Emanuel Lasker et a fourni une méthode de calcul des stratégies gagnantes pour les généralisations du jeu de Nim.

## Publications (sélection)
- « Über mathematische Kampfspiele », Tôhoku Mathematical Journal, vol. 41,‎ 1935, p. 438-444 (lire en ligne).
- « Über zwei Abarten von Nim », Tôhoku Mathematical Journal, vol. 43,‎ 1937, p. 451-454 (lire en ligne).
- « Beispiel einer Zerlegung des Quadrats in lauter verschiedene Quadrate », Math. Z., vol. 45,‎ 1939, p. 607-608 (lire en ligne, consulté le 7 août 2021).
- Unterhaltsame Mathematik : Neue Probleme, überraschende Lösungen, Springer, 1969, 2e éd., 51 p. (ISBN 978-3-322-97989-6).